# 12032 Ivory
12032 Ivory (1997 BP5) là một tiểu hành tinh vành đai chính được phát hiện ngày 31 tháng 1 năm 1997 bởi P. G. Comba ở Prescott.